# Meranoplus castaneus
Meranoplus castaneus (лат.) — вид мелких муравьёв рода Meranoplus из подсемейства Myrmicinae (Formicidae). Эндемик Юго-Восточной Азии.

## Распространение и экология
Юго-Восточная Азия: Индонезия, Малайзия, Таиланд.

## Описание
Длина рабочих около 5 мм. Жвалы с 5 зубцами. Сложные глаза с 16—17 омматидиями в длинном ярду. От близких видов отличается следующими признаками: проподеум слегка нависает над задним полупрозрачным краем промезонотального щита; дорсальная поверхность первого брюшного тергита тусклая, полностью шагренированная; гребень петиоля отчётливо двузубый; постпетиолус с острым, направленным назад коротким шипом. Усики 9-члениковые с булавой из 3 вершинных члеников. Проподеум с двумя короткими шипиками. Стебелёк между грудью и брюшком состоит из двух члеников: петиолюса и постпетиолюса (последний чётко отделён от брюшка). Постпетиоль в профиль узловатый и с выпуклым дорсальным контуром; в дорсальном виде постпетиоль не имеет чёткого гребня. Вид был впервые описан в 1857 году британским энтомологом Фредериком Смитом, а его валидный статус подтверждён в ходе ревизии, проведённой в 1998 году австрийским мирмекологом Штефаном Шёдлем (Stefan Schödl; 1957—2005), а также в 2024 году.